# 范文澜故居
范文澜故居位于浙江省绍兴市古城北部的越城区府山街道，古越藏书楼和大通学堂对面的龙山后街。
范文澜故居是一处清代民居，坐南朝北，占地891平方米（一亩多），原有三进，均为平房，一、二进已拆除，第三进范文澜居室保存，辟为范文澜事迹陈列馆。厅堂中悬挂书法家沈定庵的“清白世家”牌匾。
1893年11月15日，历史学家范文澜出生在绍兴城内锦麟桥范家台门，出身于世代书香门第。
1993年5月17日，范文澜故居公布为绍兴市文物保护单位。